# Isabelino Gradín
Isabelino Gradín (Montevideo, Uruguay, 8 de julio de 1897-Montevideo, 21 de diciembre de 1944) fue un futbolista y atleta uruguayo. Jugaba como delantero y fue campeón de América en dos ocasiones con la selección celeste.

## Biografía
Descendiente de africanos de Lesoto, nació en 1897. Creció en el barrio Palermo de Montevideo.
Murió en 1944, en un estado de tal pobreza que su familia debió recurrir a la caridad pública para sobrevivir luego del deceso de Isabelino.

### Trayectoria como futbolista
Comenzó su carrera en 1913 en el club Agraciada que disputaba la Divisional Extra. Pasó rápidamente a Peñarol en 1914. Jugó luego en el Olimpia, club del que fue uno de los impulsores.
Con Peñarol logró los campeonatos uruguayos de 1918 y 1921. Es uno de los máximos goleadores de la historia de la Primera División de Uruguay, habiendo marcado 101 goles en 212 partidos.
Fue, junto a Juan Delgado, uno de los primeros futbolistas negros en disputar un torneo internacional. Luego de que Uruguay derrotara a Chile en el primer partido del Campeonato Sudamericano 1916, un dirigente chileno presentó una protesta, alegando que habían formado parte del equipo celeste dos «componentes africanos».
Gradín representó a su selección en las copas América de 1916, 1917 y 1919, consagrándose como campeón en las dos primeras, además de ser el goleador y mejor jugador de la primera. Debido al cisma del fútbol uruguayo no pudo participar de varios Campeonatos Sudamericanos ni del torneo olímpico del 1924 (donde su país logró el oro en Colombes), y luego rechazó jugar en 1928.
En total, disputó 23 partidos con su selección entre 1915 y 1927, marcando 10 goles. También jugó un partido con la selección de la Federación Uruguaya de Football.

### Trayectoria en el atletismo
Fue un destacado atleta, habiendo competido nacional e internacionalmente en pruebas de 200, 400 metros y 4 × 400 metros, registrando cinco récords sudamericanos. En 1919 logró las medallas de oro del Campeonato Sudamericano de Atletismo en las pruebas de 200 y 400 metros; en 1920 repetiría estos logros, agregando la medalla de oro en 4 × 400; en 1922 en el Campeonato Latinoamericano desarrollado en Río de Janeiro alcanzó el primer lugar en 4 × 400 y 400 m.

## Selección nacional
Fue internacional con la Selección de Uruguay en 23 ocasiones, convirtiendo 10 goles.

### Participaciones en Copa América
| Copa                         | Sede      | Resultado  | Partidos | Goles |
| ---------------------------- | --------- | ---------- | -------- | ----- |
| Campeonato Sudamericano 1916 | Argentina | Campeón    | 3        | 3     |
| Campeonato Sudamericano 1917 | Argentina | Campeón    | 0        | 0     |
| Campeonato Sudamericano 1919 | Brasil    | Subcampeón | 4        | 2     |

## Clubes
| Club    | País    | Año       |
| ------- | ------- | --------- |
| Peñarol | Uruguay | 1915-1921 |
| Olimpia | Uruguay | 1921-1929 |

## Palmarés
| Título                 | Club                 | País    | Año  |
| ---------------------- | -------------------- | ------- | ---- |
| Copa Competencia       | Peñarol              | Uruguay | 1916 |
| Cup Tie Competition    | Peñarol              | Uruguay | 1916 |
| Campeonato Uruguayo    | Peñarol              | Uruguay | 1918 |
| Copa de Honor Cusenier | Peñarol              | Uruguay | 1918 |
| Campeonato Uruguayo    | Peñarol              | Uruguay | 1921 |
| Copa América           | Selección de Uruguay | Uruguay | 1916 |
| Copa América           | Selección de Uruguay | Uruguay | 1917 |

### Distinciones individuales
| Distinción                                   | Año  |
| -------------------------------------------- | ---- |
| Máximo goleador de la Copa América (3 goles) | 1916 |
| Mejor jugador de la Copa América             | 1916 |

## Homenajes
- El poeta peruano Juan Parra del Riego le dedicó un poema titulado Polirrítmico dinámico a Gradín, jugador de football.[19][20]
- Una plaza en la Ciudad Vieja de Montevideo lleva el nombre de Isabelino Gradín.[21]
- Un club deportivo barrial fundado en 1940 en la ciudad de Santiago en Chile, lleva su nombre.[22]